# Quatre-épices
Las quatre-épices (en francés ‘cuatro especias’) es una mezcla de especias usada principalmente en Francia, pero presente también en las cocinas de Oriente Medio. Contiene pimienta molida (negra, blanca o mezcla), clavo, nuez moscada y jengibre. Algunas variantes de la mezcla usan pimienta de Jamaica en vez de negra o blanca, o canela en lugar de jengibre.
La mezcla suele usar una proporción mayor de pimienta (normalmente blanca) que de las otras especias, si bien algunas recetas sugieren usar partes aproximadamente iguales.
En la gastronomía francesa suele usarse en sopas, estofados, platos de verdura y también en salchichas y salamis.

## Receta
- Primera fórmula:
  - 3 cucharadas de pimienta blanca molida
  - 1 cucharada de nuez moscada molida
  - 1 cucharada de clavos molidos
  - 1 cucharada de jengibre molido o canela
- Segunda fórmula:
  - 1 cucharada colmada de pimienta negra en grano
  - 2 cucharillas de clavos enteros
  - Se muelen en un molinillo y se mezclan con
  - 2 cucharillas de nuez moscada recién molida
  - 1 cucharilla de jengibre molido o canela